# Oleg At´kow
Oleg Jurjewicz At´kow (ros. Оле́г Ю́рьевич Атько́в; ur. 9 maja 1949 we wsi Chworostianka w obwodzie kujbyszewskim) – radziecki kosmonauta.
W 1973 roku ukończył studia w Instytucie Medycyny w Moskwie i rozpoczął pracę jako lekarz. Doktoryzował się w Instytucie Kardiologii Wszechzwiązkowego Ośrodka Nauk Medycznych ZSRR. Członek KPZR od 1977 roku. Kandydat nauk medycznych, specjalista ultradźwiękowych metod diagnostyki chorób serca. Autor kilku wynalazków i wielu prac naukowych. W 1978 roku otrzymał Nagrodę Leninowską Komsomołu. Zaprojektował aparaturę kardiologiczną, którą zastosowano w kosmosie. 
Przygotowania do lotu kosmicznego rozpoczął w roku 1977 i przeszedł szkolenie, jako kosmonauta-badacz do lotu w statkach typu Sojuz-T i stacji kosmicznej Salut. Uczestniczył w jednym locie kosmicznym na pokładzie Sojuza T-10.
Otrzymał honorowe obywatelstwo Żezkazganu, Lenińska (obecnie Bajkonur), Gagarina i Warny.

## Odznaczenia i nagrody
- Złota Gwiazda Bohatera Związku Radzieckiego (2 października 1984)[2]
- Order Lenina
- Order Kirti Chakra (Indie)
- Nagroda Władz Federacji Rosyjskiej (2012)
- Universal Astronaut Insignia za lot orbitalny (nr 137) – Stowarzyszenie Uczestników Lotów Kosmicznych (Association of Space Explorers(inne języki))[3]

I inne.